# Faustino Goico-Aguirre
Faustino Goico-Aguirre   (Oviedo, 9 de gener de 1906 - Madrid, 27 de juliol de 1987) és un pintor, escultor i il·lustrador espanyol.
Es va iniciar en l'art sota el mestratge de Víctor Hevia Granda a l'Escola d'Arts i Oficis d'Oviedo. Sent molt jove (amb 16 anys), va guanyar per concurs-oposició una beca per seguir estudiant a l'Escola de Belles Arts de San Fernando a Madrid, on després dels seus estudis va obtenir el títol de professor de dibuix. El 1926 participa en una exposició col·lectiva d'Artistes Asturians, organitzada per l'Ateneu Obrer de Gijón.
El 1929 la Diputació d'Oviedo li va concedir una beca per ampliar estudis a Roma, on va passar un any formant-se en l'estudi i coneixement dels clàssics, la qual cosa li va permetre forjar un estil propi. En tornar d'Itàlia, va dur a terme una exposició a l'Ateneu Popular d'Oviedo, amb el material que va portar, que va tenir molt èxit.
El 1930 viatja a París, per conèixer de prop les tendències escultòriques del moment. Amb els treballs realitzats durant aquesta estada va fer una exposició a la Galeria d'Art Contemporani de París, que va ser un gran èxit, i va ser reconegut com un escultor respectat per la crítica.
El 1933 comença la seva carrera com a docent en un centre d'ensenyament secundari com a professor de dibuix a Ḷḷuarca. Allà es casa amb Julia Suárez de l'Otero, i a partir de 1935 renúncia a la seva plaça de professor per dedicar-se exclusivament a l'escultura. El 1935 va muntar un estudi en Oviedo i va posar per al pintor Magín Berenguer.
El 1936 realitzà els relleus de la façana de l'edific de l'Institut Nacional de Previsió, passant a convertir-se en una escultura urbana d'Oviedo.
L'inici de la  guerra civil va afectar la seva carrera. Va començar a fer dibuixos i caricatures polítiques per al diari Avance que es publicava a Gijón. El govern republicà de Madrid el va nomenar delegat provincial de Belles Arts, i això li va permetre poder salvaguardar algunes obres d'art de l'una possible destrucció, com va passar amb la imatge de la Verge de Covadonga que va aconseguir portar a Gijón i que anys després apareixeria intacta en l'ambaixada d'Espanya a París. Després de la caiguda del front d'Astúries va ser detingut, jutjat i condemnat a mort, tot i que més tard li seria commutada la pena de mort per cinc anys de presó (1938-1943).
El 1947 va realitzar una sèrie d'aquarel·les, que es van exposar al Museu d'Art Contemporani de Madrid, amb gran èxit.
Va realitzar il·lustracions de llibres, i treballs per al diari Espanya de Tànger, entre altres periòdics. També va fer dibuixos per al cinema i, sobretot, es va dedicar a la producció d'aquarel·la (caracteritzades per una construcció sòlida, una claredat i una senzillesa figuratives), que va exposar amb succés. Són una de les seves principals formes d'expressió.
La seva obra pictòrica s'està en nombroses sales i col·leccions particulars, mentre que els seus millors obres escultòriques es conserven al Museu de Belles Arts d'Astúries, amb seu a Oviedo, o a la façana de l'antic Institut Nacional de Previsió (Oviedo), coneguts com a «Relieves del Instituto Nacional de Previsión».